# Gare (Werkstoff)
Die Gare ist derjenige Zustand eines durch technische Mittel veränderten Stoffes, in dem der Stoff als fertig und zum beabsichtigten Gebrauch geeignet angesehen wird. 
In der Alltagssprache gilt dies für Speisen (gar gekocht, gar gebraten, gar gebacken), wenn sie den zum Genuss erforderlichen Zustand erreicht haben. Daneben tritt der Begriff auch in technischer Hinsicht auf, so z. B. beim Gargang des Hochofens (garer Gang), der gares Eisen, d. h. gutes graues und zur Gießerei taugliches Eisen, und Garschlacke liefert. Auch beim Kupfer spricht man vom Garkupfer, wenn es aus dem Garherd umgeschmolzen wurde. Das völlig gegerbte Leder wird gar genannt; dabei gibt es Abstufungen je nach der Art des Gerbemittels: loh- oder rotgar, alaun- oder weißgar, sämischgar usw.
Siehe auch: Ackergare